# جیری اورساگ

جیری اورساگ (زاده ۵ ژانویه ۱۹۸۰؛ در زنویمو) وزنه‌بردار اهل جمهوری چک است.

## حرفه
در سال ۲۰۱۴ اورساگ به دلیل استفاده از تاموکسیفن محروم شد. پس از محرومیت، او ۶ ماه تمرین را متوقف کرد. در این مدت او یک سبک زندگی متفاوت را شروع کرد، با کاهش ۱۲ کیلوگرم، موفق به کسب مدرک بدنسازی و مربیگری بدنسازی شد. او پس از بازگشت به تمرین تلاش کرد و به مصاحبه‌کننده گفت که انگار ۱۰ سال است که تمرین نکرده. چند هفته اول او روی تکنیک و حرکات کار می کرد، اما حافظه عضلانی به سرعت بخشیدن به روند کار کمک کرد و بعد از دو ماه توانست ۱۵۰ کیلوگرم را در یک‌ضرب مهار کند. او در تمرین سال ۲۰۱۵، در یک‌ضرب ۱۸۵ کیلوگرم (۵ کیلوگرم کمتر از بهترین رکوردش) و در دوضرب ۲۲۰ کیلوگرم (۲۰ کیلوگرم کمتر از بهترین رکوردش) را مهار کرد. در این دوره از تمرین، هدف اورساگ حضور در رقابتهای قهرمانی جهان ۲۰۱۵ و قهرمانی اروپا ۲۰۱۶، و کسب سهمیه بازی‌های المپیک تابستانی ۲۰۱۶ ریو دو ژانیرو در این مسابقات بود.

## نتایج
| سال                      | مکان                         | رویداد                   | یک‌ضرب                    | یک‌ضرب                    | یک‌ضرب                    | یک‌ضرب                    | دوضرب                    | دوضرب                    | دوضرب                    | دوضرب                    | مجموع                    | رتبه                     |
| سال                      | مکان                         | رویداد                   | ۱                        | ۲                        | ۳                        | رتبه                     | ۱                        | ۲                        | ۳                        | رتبه                     | مجموع                    | رتبه                     |
| به نمایندگی از جمهوری چک | به نمایندگی از جمهوری چک     | به نمایندگی از جمهوری چک | به نمایندگی از جمهوری چک | به نمایندگی از جمهوری چک | به نمایندگی از جمهوری چک | به نمایندگی از جمهوری چک | به نمایندگی از جمهوری چک | به نمایندگی از جمهوری چک | به نمایندگی از جمهوری چک | به نمایندگی از جمهوری چک | به نمایندگی از جمهوری چک | به نمایندگی از جمهوری چک |
| بازی‌های المپیک           | بازی‌های المپیک               | بازی‌های المپیک           | بازی‌های المپیک           | بازی‌های المپیک           | بازی‌های المپیک           | بازی‌های المپیک           | بازی‌های المپیک           | بازی‌های المپیک           | بازی‌های المپیک           | بازی‌های المپیک           | بازی‌های المپیک           | بازی‌های المپیک           |
| ------------------------ | ---------------------------- | ------------------------ | ------------------------ | ------------------------ | ------------------------ | ------------------------ | ------------------------ | ------------------------ | ------------------------ | ------------------------ | ------------------------ | ------------------------ |
| ۲۰۱۲                     | لندن، بریتانیای کبیر         | ۱۰۵+ ک‌گ                  | ۱۸۲                      | ۱۸۷                      | ۱۹۰                      | ۱۱                       | ۲۳۱                      | ۲۳۹                      | ۲۴۲                      | ۵                        | ۴۲۶                      | ۷                        |
| ۲۰۱۶                     | ریو دو ژانیرو، برزیل         | ۱۰۵+ ک‌گ                  | ۱۸۵                      | ۱۹۰                      | ۱۹۱                      | ۱۴                       | ۲۳۰                      | ۲۴۰                      | ۲۴۳                      | ۷                        | ۴۲۵                      | ۸                        |
| ۲۰۲۱                     | توکیو، ژاپن                  | ۱۰۹+ ک‌گ                  |                          |                          |                          |                          |                          |                          |                          |                          |                          |                          |
| قهرمانی جهان             |                              |                          |                          |                          |                          |                          |                          |                          |                          |                          |                          |                          |
| ۲۰۰۹                     | گویانگ، کره جنوبی            | ۱۰۵+ ک‌گ                  | ۱۷۰                      | ۱۷۵                      | ۱۷۷                      | ۱۳                       | ۲۱۰                      | ۲۱۶                      | ۲۱۸                      | ۸                        | ۳۸۸                      | ۸                        |
| ۲۰۱۰                     | آنتالیا، ترکیه               | ۱۰۵+ ک‌گ                  | ۱۷۵                      | ۱۸۰                      | ۱۸۰                      | ۱۵                       | ۲۱۵                      | ۲۲۱                      | ۲۲۵                      | ۱۵                       | ۳۹۵                      | ۱۴                       |
| ۲۰۱۵                     | هیوستون، ایالات متحده آمریکا | ۱۰۵+ ک‌گ                  | ۱۷۷                      | ۱۸۱                      | ۱۸۵                      | ۱۵                       | ۲۲۹                      | ۲۲۹                      | ۲۳۰                      | ۱۰                       | ۴۱۵                      | ۱۲                       |
| قهرمانی اروپا            |                              |                          |                          |                          |                          |                          |                          |                          |                          |                          |                          |                          |
| ۲۰۰۸                     | لینیانو سابیادورو، ایتالیا   | ۱۰۵ ک‌گ                   | ۱۵۳                      | ۱۵۳                      | ۱۵۳                      | ۱۵۳                      | ۱۸۷                      | ۱۸۷                      | ۱۸۷                      | ۱۸۷                      | ۳۴۰                      | ۱۲                       |
| ۲۰۰۹                     | بخارست، رومانی               | ۱۰۵+ ک‌گ                  | ۱۸۴                      | ۱۸۴                      | ۱۸۴                      | ۱۸۴                      | ۲۳۸                      | ۲۳۸                      | ۲۳۸                      | ۲۳۸                      | ۴۲۲                      | ۴                        |
| ۲۰۱۰                     | مینسک، بلاروس                | ۱۰۵+ ک‌گ                  | ۱۸۰                      | ۱۸۰                      | ۱۸۰                      | ۱۸۰                      | ۲۲۷                      | ۲۲۷                      | ۲۲۷                      | ۲۲۷                      | ۴۰۷                      | ۶                        |
| ۲۰۱۱                     | کازان، روسیه                 | ۱۰۵+ ک‌گ                  | ۱۸۴                      | ۱۸۴                      | ۱۸۴                      | ۱۸۴                      | ۲۲۶                      | ۲۲۶                      | ۲۲۶                      | ۲۲۶                      | ۴۱۰                      | 2                        |
| ۲۰۱۲                     | جاکارتا، اندونزی             | ۱۰۵+ ک‌گ                  | ۱۸۳                      | ۱۸۳                      | ۱۸۳                      | ۱۸۳                      | ۲۳۵                      | ۲۳۵                      | ۲۳۵                      | ۲۳۵                      | ۴۱۸                      | ۵                        |
| ۲۰۱۳                     | کازان، روسیه                 | ۱۰۵+ ک‌گ                  | ۱۸۵                      | ۱۸۵                      | ۱۸۵                      | ۱۸۵                      | ۲۳۷                      | ۲۳۷                      | ۲۳۷                      | ۲۳۷                      | ۴۲۲                      | 3                        |
| ۲۰۱۶                     | فورده، نروژ                  | ۱۰۵+ ک‌گ                  | ۱۸۴                      | ۱۸۴                      | ۱۸۴                      | ۱۸۴                      | ۲۳۸                      | ۲۳۸                      | ۲۳۸                      | ۲۳۸                      | ۴۲۲                      | ۴                        |
| ۲۰۱۸                     | بخارست، رومانی               | ۱۰۵+ ک‌گ                  | ۱۷۵                      | ۱۸۱‍                      | ۱۸۶                      | ۵                        | ۲۲۷                      | ۲۳۶                      | ۲۴۶                      | 2                        | ۴۱۷                      | 2                        |